# Biosphärenreservat Ledroalpen und Judikarien

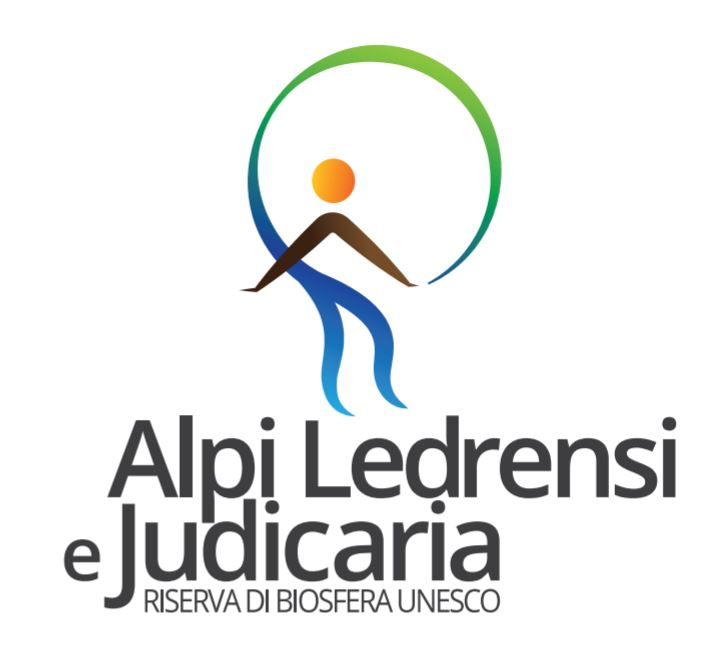

Das Biosphärenreservat Ledroalpen und Judikarien (italienisch Riserva di Biosfera Alpi Ledrensi e Judicaria) ist ein Biosphärenreservat der UNESCO in der italienischen Provinz Trient. Es umfasst eine Reihe von Gemeinden und Landschaften von der Brentagruppe bis zum Gardasee und durchquert dabei die Judikarien, das Ledrotal und die Ebene des oberen Gardasees. Das Gebiet ist von besonderem ökologischem Wert, in dem verschiedene Schutzgebiete wie Naturparks, Naturreservate und NATURA 2000 Gebiete einen bedeutenden Teil des Reservats einnehmen. Daneben weist es bedeutende kulturelle Werte auf, wie die Pfahlbauten von Fiavé und die Pfahlbauten am Ledrosee, die bereits Teil des Netzes von mehr als hundert prähistorischen Pfahlbauten um die Alpen sind und von der UNESCO zum Weltkulturerbe erklärt wurden. Des Weiteren kommen im Biosphärenreservat bewährte Praktiken zum Ausdruck, wie beispielsweise in der vom Naturpark Adamello-Brenta geförderten Europäischen Charta für nachhaltigen Tourismus, der Vernetzung von Naturreservaten im Ledrotal oder der EMAS-Zertifizierung mehrerer Gemeinden.

## Geographie
Das Biosphärenreservat umfasst eine Fläche von 76.000 ha zwischen den Bergen des Ledrotals im Südwesten des Trentino und den Äußeren Judikarien. Auf einer Länge von knapp 30 Kilometern besteht dabei ein Höhenunterschied von mehr als 3.000 Metern, von der Cima Tosa 3136 m, der zweithöchsten Erhebung der Brentagruppe, bis zu den 63 Metern des Gardasees am tiefsten Punkt des Großschutzgebiets. Das Biosphärenreservat Ledroalpen und Judikarien trägt zur Schaffung eines Verbindungskorridors zwischen dem Naturpark Alto Garda Bresciano in der Lombardei im Süden und dem Naturpark Adamello-Brenta im Norden bei.
Es erstreckt sich auf den Gemeindegebieten der Gemeinden Bleggio Superiore, Bondone, Comano Terme, Fiavé, Ledro, Riva del Garda, San Lorenzo Dorsino, Stenico, Storo und Tenno der Talgemeinschaften Comunità Alto Garda e Ledro und Comunità delle Giudicarie.

## Zonierung und Lebensräume
Der größte Teil des Biosphärenreservats ist von Wäldern und Wiesen bedeckt. Sie machen anteilsmäßig 89,6 % der Flächennutzung aus. Urbanisiert sind nur 1,8 % der Gesamtfläche, während 8,6 % landwirtschaftlich genutzt werden. Etwa ein Drittel der Gesamtfläche sind als Schutzgebiete ausgewiesen und fallen entweder in die Grenzen des Naturparks Adamello-Brenta oder sind Teil von FFH- oder Europäischen Vogelschutzgebieten.
Im Biosphärenreservat Ledro Alpen und Judikarien gibt es drei Kernzonen, zwei liegen in den Bergen rund um das Ledrotal und eine in der Brentagruppe. Sie machen etwa 10 &% der Gesamtfläche aus. Die drei Kernzonen gehören zu drei folgenden FFH- und Europäischen Vogelschutzgebieten und sind aufgrund der FFH-Richtlinie und der EU-Vogelschutzrichtlinie geschützt: Bocca di Caset, Crinale Pichea–Rocchetta und Dolomiti di Brenta für die in den Gemeindegebieten von Comano Terme, Stenico und San Lorenzo Dorsino liegenden Bereiche.
Die drei Kernzonen sind von Pufferzonen umgeben, die etwa ein Drittel der Gesamtfläche bedecken. Sie sind ebenfalls von naturalistischer Bedeutung, aber von weniger stringenten Normen geschützt. Zu den Pufferzonen zählen die weitläufigen Bereiche des FFH-Gebiets Monti Tremalzo e Tombea im südlichen Bereich des Reservats. In der Mitte sind es die vom Kamm zwischen Monte Tofino und Rocchetta nach Norden und Süden abfallenden Flanken, die die Pufferzone bilden. Die Täler Algone, Agola, Ambiez, Jon und Ceda bilden in der Brenta die Pufferzone im Norden des Reservats. Der Großteil der Pufferzonen sind mit Wäldern, Wiesen, Weiden oder mit Felsen bedeckt und unterliegen einer Reihe von Auflagen, die Nutzung dieser Bereiche einschränken.
Die Entwicklungszone macht über 50 % der Gesamtfläche des Biosphärenreservats aus. Sie bedeckt die Talgründe und niedrigen und mittleren Lagen des Reservats. Das Ledrotal und die Äußeren Judikarien mit ihren Siedlungen und ihren wirtschaftlichen, sozialen und kulturellen Zentren bilden den Kernbereich der Entwicklungszone. Sie sind ideale Gebiete für die Erprobung innovativer Lösungen zur Förderung der lokalen Wirtschaft und zur Verbesserung der Lebensqualität der Einwohner. In der Zone für nachhaltige Entwicklung werden die wichtigsten menschlichen Aktivitäten ausgeübt, darunter Landwirtschaft und Viehzucht, die zur Erhaltung naturnaher Gebiete und zum Schutz von Pufferzonen beitragen. Hier finden sich die bedeutendsten kulturellen Anziehungspunkte, wie archäologische Stätten, Burgen und Museen, die Ziel nachhaltiger Formen des Tourismus und der Mobilität sind.

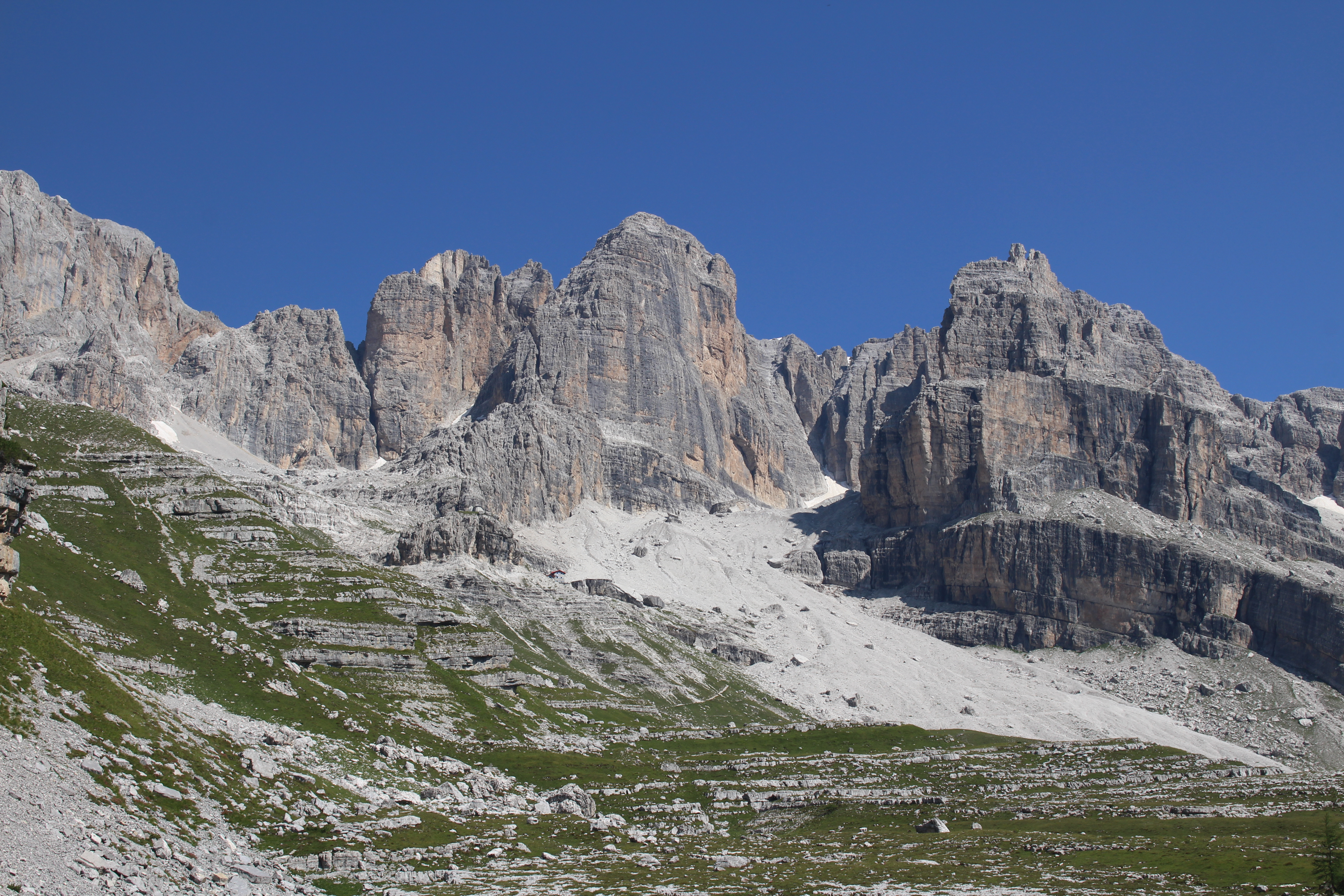
Val d’Ambiez
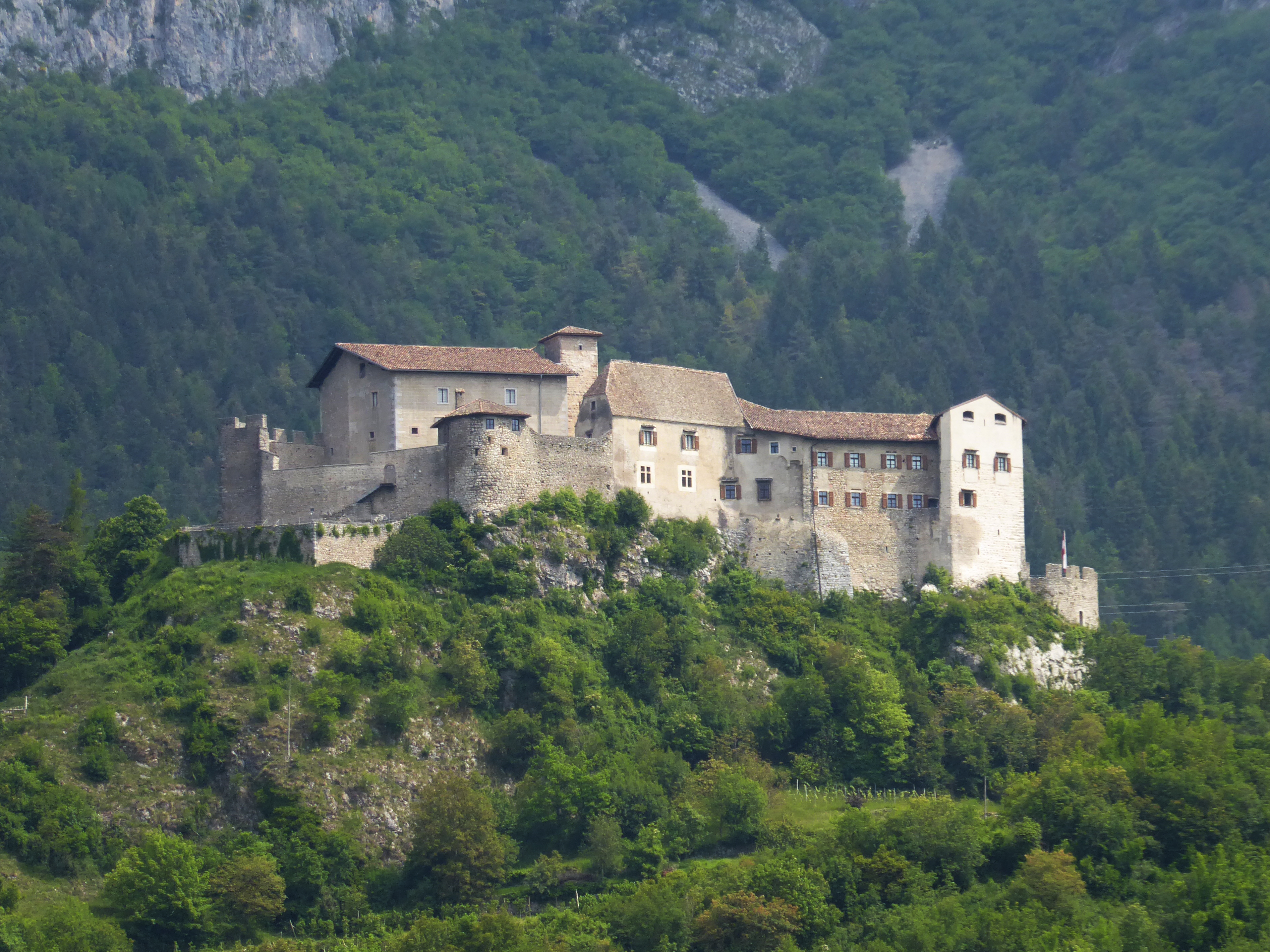
Castel Stenico
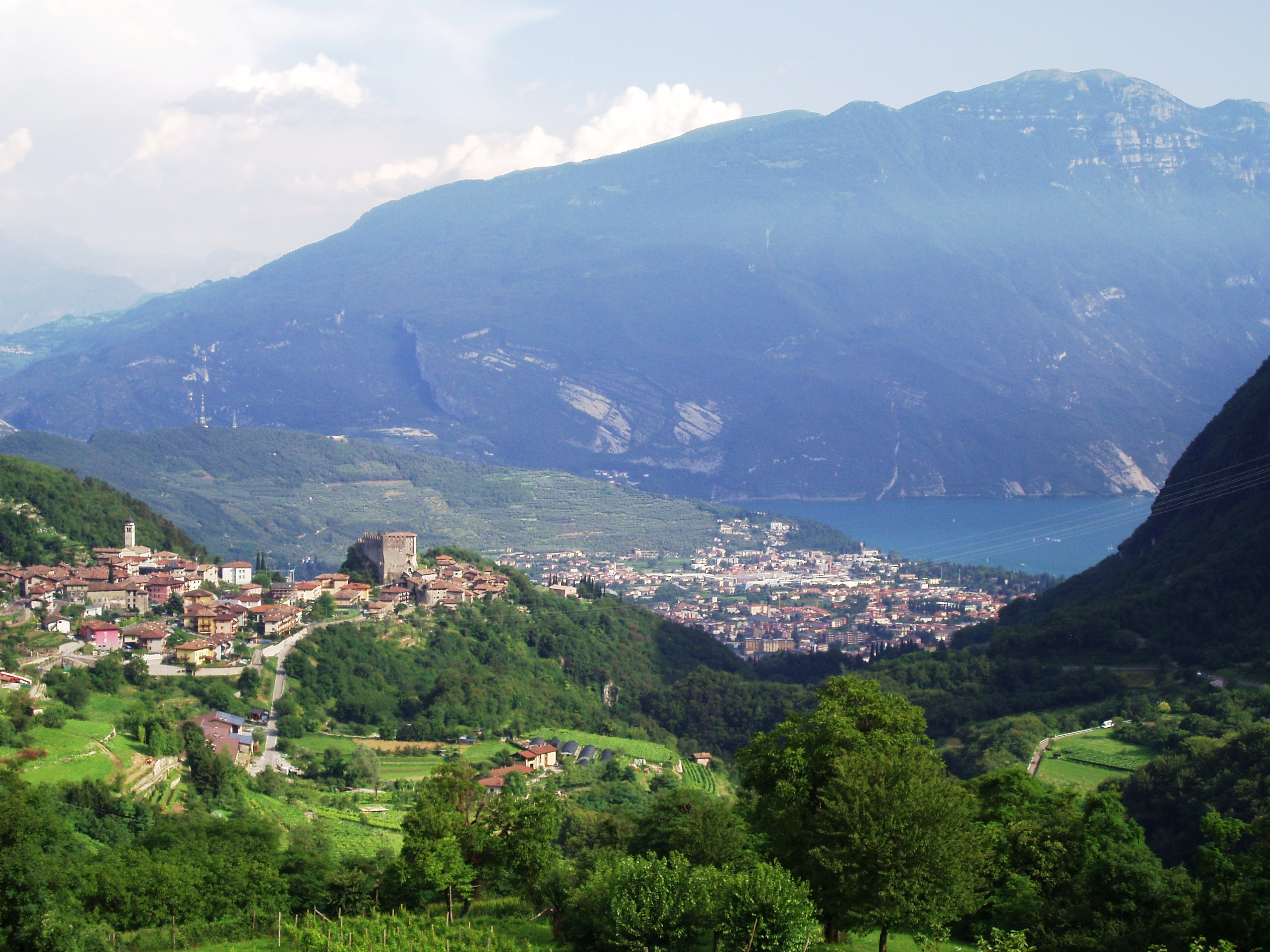
Tenno
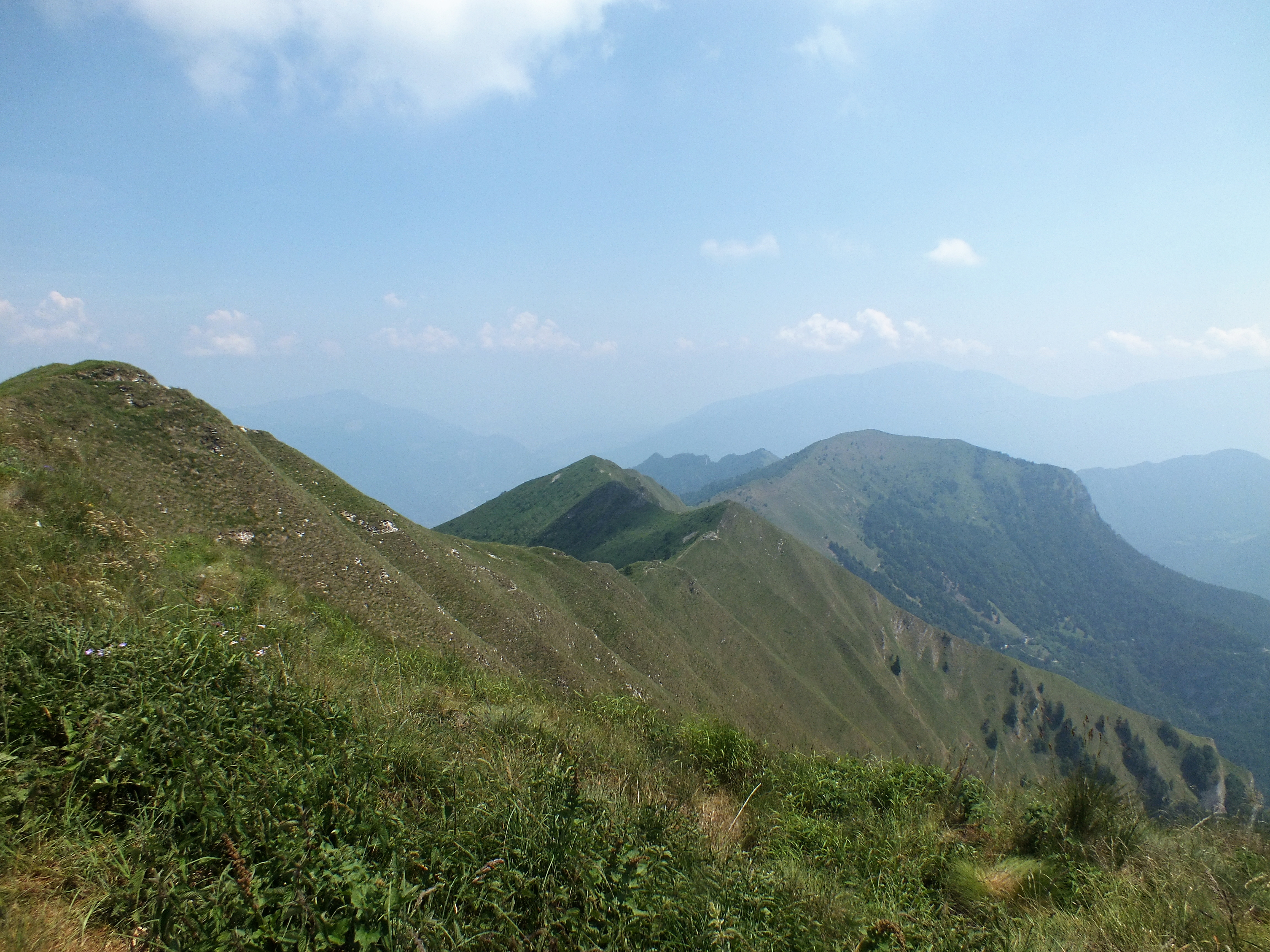
Kamm Pichea–Rocchetta
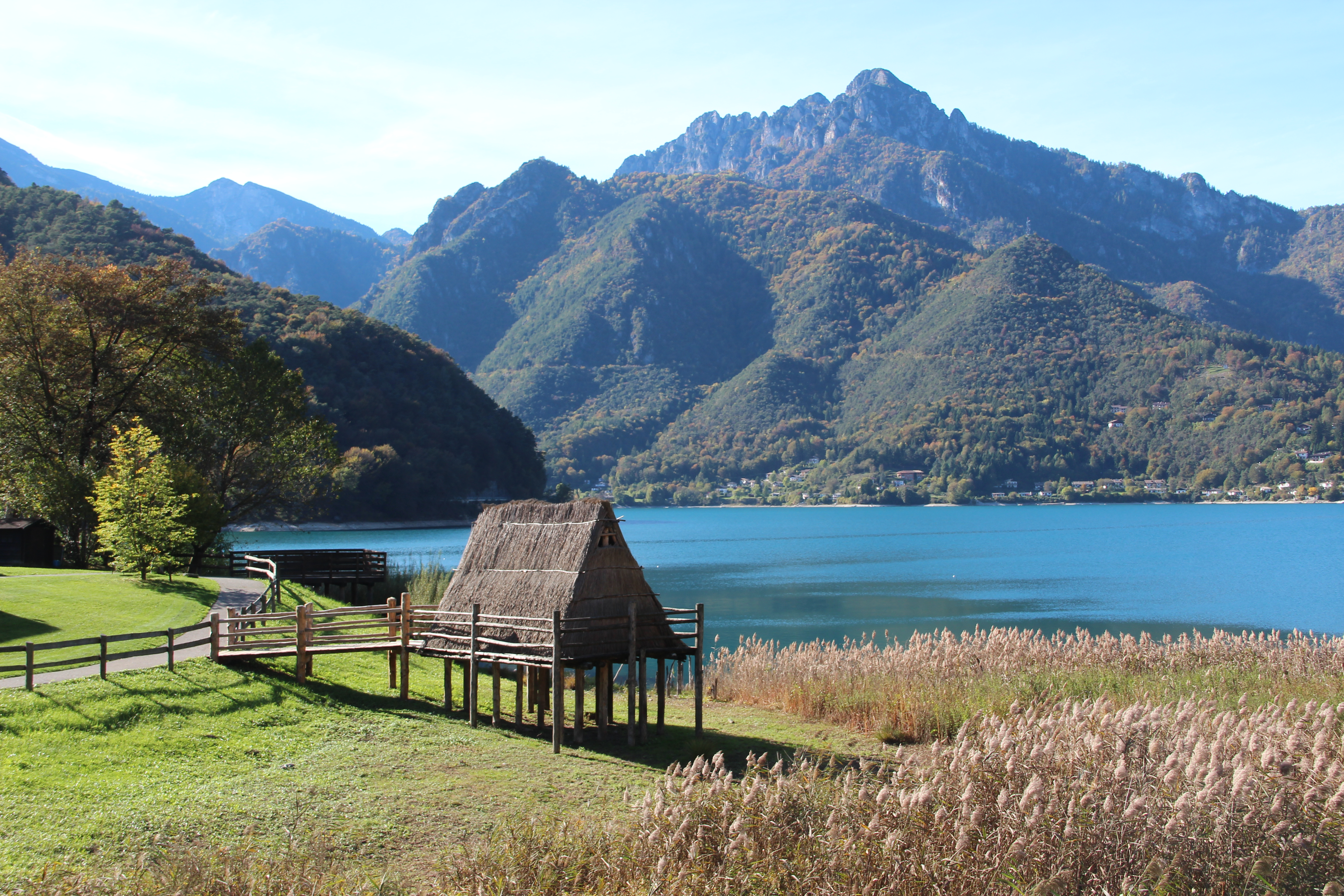
Pfahlbauten am Ledrosee
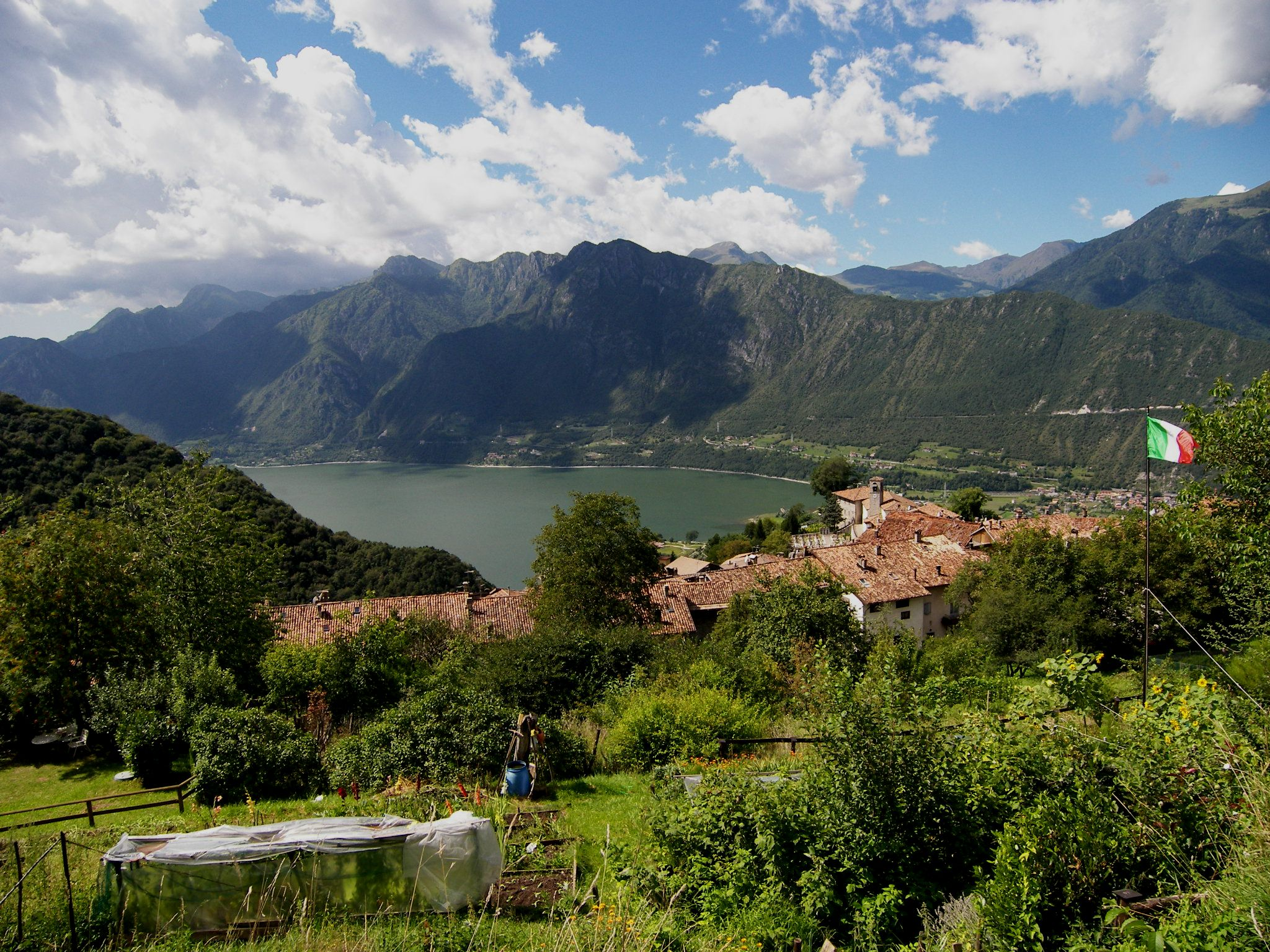
Bondone mit dem Idrosee

## Flora und Fauna
Die geographische Lage und die zahlreichen Höhenstufen begünstigen das Vorhandensein einer großen Vielfalt von Lebensräumen, die eine hohe Biodiversität aufweisen. Letztere äußert sich in der Präsenz von Pflanzen- und Tierarten, die in alpinen bis mediterranen Regionen ihre Habitate finden. Besonders hervorzuheben ist das Vorkommen von mehr als 33 seltenen Pflanzen- und fast 150 geschützten Tierarten.
Der Artenreichtum des Biosphärenreservats ist auch das Ergebnis jahrtausendelanger menschlicher Aktivitäten, die die Landschaft geprägt haben. Zu nennen sind beispielsweise die Terrassenlandschaften für den Anbau von Kastanien bei Pranzo, von Walnüssen im Bleggio oder von Olivenbäumen am oberen Gardasee. Kulturlandschaften sind aber auch die durch ausgewogene Forstwirtschaft genutzten Wälder sowie die Almflächen in den Hochlagen, die mit ihren weitläufigen Wiesen zahlreiche endemische Arten beheimaten.
Im Biosphärenreservat sind 32 NATURA 2000 Lebensraumtypen verzeichnet, darunter 15, die auf der roten Liste im Trentino stehen. Mit etwa 1600 Arten sind um die 68 % der in der Provinz heimischen Pflanzen im Biosphärenreservat vorzufinden, was etwa einem Viertel der in Italien heimischen Pflanzenarten entspricht. Darunter befinden sich 33 Endemiten, was nicht nur den höchsten Anteil endemischer Arten im Trentino, sondern im gesamten Alpenraum entspricht. Zu den besonders erwähnenswert Arten gehören beispielsweise der Tombea-Steinbrech, der Felsen-Seidelbast, das Dubys Veilchen, der Zweilappige Hahnenfuß, das Glänzende Laserkraut, die Wiesenrautenblättrige Akelei oder die Kleine Telekie.
Die Vielfalt der Lebensräume, der hohe Anteil an Wäldern, die geringe Bevölkerungsdichte und die relative Vernachlässigung von Randgebieten bilden die Voraussetzung für die Präsenz von zahlreichen Tierarten. Die besondere Lage an der Schnittstelle zwischen dem alpinen und dem voralpinen Bereich macht es außerdem zu einem wichtigen Korridor für die herbstlichen Vogelzüge über die Alpen, die ihren wichtigsten Standort in der Beringungsstation von Bocca Caset finden. Das Vorkommen von großen Raubtieren, wie dem Europäischen Braunbär, Luchs und Wolf unterstreichen den ausgezeichneten Zustand dieser Lebensräume und das Fehlen ökologischer Barrieren. Im Biosphärenreservat leben 149 Tierarten, die nach Anhang II oder Anhang IV der FFH-Richtlinie geschützt sind. Zudem gibt es 35 Vogelarten, die gemäß Anhang I der EU-Vogelschutzrichtlinie besonders geschützt sind, darunter Steinadler, Bartgeier, Auerhahn, Birkhuhn, Steinhuhn und Alpenschneehuhn. Zu den wirbellosen Tieren, die als Arten von gemeinschaftlichem Interesse gelten, gehören der Flusskrebs und die Schmale Windelschnecke. Besonders zahlreich ist der Bestand an Huftieren, darunter Alpensteinböcke, Hirsche, Rehe, Gämsen und sogar Mufflons, die an den Südhängen der Brenta leben. Auch Rotfuchs, Dachs und Hase sind weit verbreitet. Außerdem gibt es Murmeltiere, Eichhörnchen, Marder und Hermelin. Vertreten sind aber auch zahlreiche Amphibien und Reptilien. In den Fließgewässern und in den Seen leben unter anderem Echte Barsche, Hecht, Schleie, Forelle und Saiblinge.

## Geschichte
Das Biosphärenreservat Ledroalpen und Judikarien ist das erste und bislang einzige Biosphärenreservat in der Region Trentino-Südtirol. Erste Vorgespräche über eine mögliche Kandidatur wurden 2012 geführt. Eine erste Kandidatur dann im September 2013 vom Ökomuseum der Judikarien eingereicht. Nach der Klärung von der UNESCO aufgeworfenen Fragen wurde im Jahr darauf eine erweiterte Kandidatur vorgelegt, die am 24. Juli 2015 die Zustimmung der UNESCO fand.